# 16e étape du Tour d'Italie 2021
Pour un article plus général, voir Tour d'Italie 2021.
La 16e étape du Tour d'Italie 2021 se déroule le lundi 24 mai 2021 entre Sacile et Cortina d'Ampezzo, sur une distance de 153 km.

## Profil de l'étape
Même si l'arrivée n'est pas jugée sur un sommet, cette longue étape initialement prévue de 212 kilomètres est l'une des grandes étapes de montagne du Giro 2021. Elle conduit les coureurs de Sacile (région de Frioul-Vénétie Julienne) à la station de sports d'hiver de Cortina d'Ampezzo dans les Dolomites (région de Vénétie) en franchissant trois cols de 1ère catégorie ainsi que le passo Pordoi, le plus haut passage (Cima Coppi, 2239 m d'altitude) du tour d'Italie 2021. Le dernier col à franchir est le passo Giau, avec une montée de près de 10 % de moyenne pendant 10 km qui se situe à 17 kilomètres de l'arrivée. Une fois ce dernier col atteint, les coureurs dévalent jusqu'à Cortina d'Ampezzo.
En raison des très mauvaises conditions atmosphériques (pluie abondante, perturbations orageuses et risque de neige en altitude), l'étape est raccourcie et les deux cols du passo Fedaia et du passo Pordoi ne sont pas escaladés. L'étape remaniée compte désormais 153 kilomètres et il reste deux cols de 1ère catégorie au programme : la Corsetta et le passo Giau qui devient la nouvelle Cima Coppi du Giro 2021.

## Déroulement de la course
Le départ de Sacile est donné sous la pluie. Dans la montée de la première difficulté du jour, le col de la Crosetta, un important groupe de 22 coureurs prend une avance sur le peloton. Dans ce groupe, on signale notamment la présence de Dan Martin (Israël Start up), douzième du classement général à 7 min 50 s du maillot rose, de Vincenzo Nibali (Trek-Segafredo), de Davide Formolo (UAE), de João Almeida (Deceuninck Quick Step) et du porteur du maillot bleu de meilleur grimpeur Geoffrey Bouchard (AG2R Citroën). Bouchard passe en tête au col de la Crosetta, accentuant encore son avance au classement des grimpeurs. À cet endroit, le groupe des attaquants possède une avance de 2 minutes et 50 secondes sur le peloton. À 105 kilomètres de l'arrivée, six hommes se dégagent du groupe de tête et prennent de l'avance. Il s'agit d'Almeida, Formolo, Nibali, Gorka Izagirre (Astana), Amanuel Gebrezgabihier (Trek Segafredo) et Antonio Pedrero (Movistar). À 93 kilomètres du terme, toujours sous une pluie battante, les six fuyards possèdent une avance d'environ une minute sur leurs anciens compagnons d'échappée et cinq minutes sur le peloton emmené par l'équipe Ineos-Grenadiers du maillot rose Egan Bernal. À 54 km de l'arrivée, le groupe des poursuivants est repris par le peloton qui concède toujours 5 minutes de retard sur les 6 leaders. À l'avant, Gebrezgabihier mène le train pour son leader Nibali avant de laisser filer ses compagnons d'échappée. L'avance des 5 échappés commence toutefois à décroître pour ne plus compter que 4 minutes à 37 kilomètres de l'arrivée et 2 minutes au pied du passo Giau, la dernière difficulté de l'étape à 27 kilomètres du but. Pedroso, Nibali et Formolo s'isolent à l'avant. Ensuite, Formolo part seul en tête mais il est rattrapé et dépassé par Pedrero. Mais l'avance de l'homme de tête se réduit car, dans le peloton, Bernal accélère une première fois accompagné par notamment par Hugh Carthy (EducationFirst) et Romain Bardet (DSM). Bernal attaque une seconde fois, rattrape et dépose Pedrero pour se retrouver seul en tête pendant les deux derniers kilomètres de l'ascension. Au passo Giau, le Colombien a fait le ménage, son premier poursuivant Damiano Caruso (Bahrain) étant pointé à 45 secondes. Dans la descente vers Cortina d'Ampezzo, Egan Bernal maintient une partie de son avantage sur ses poursuivants Bardet et Caruso et remporte une seconde victoire dans le Giro 2021.

## Résultats

### Classement de l'étape
| \| Classement de l'étape \| Classement de l'étape \| Classement de l'étape \| Classement de l'étape \| Classement de l'étape \| \| Coureur \| Coureur \| Pays \| Équipe \| Temps \| \| --------------------- \| --------------------- \| --------------------- \| --------------------- \| --------------------- \| \| 1er \| Egan Bernal \| Colombie \| Ineos Grenadiers \| 4 h 22 min 41 s \| \| 2e \| Romain Bardet \| France \| Team DSM \| + 27 s \| \| 3e \| Damiano Caruso \| Italie \| Bahrain Victorious \| + 27 s \| \| 4e \| Giulio Ciccone \| Italie \| Trek-Segafredo \| + 1 min 18 s \| \| 5e \| Hugh Carthy \| Royaume-Uni \| EF Education-Nippo \| + 1 min 19 s \| \| 6e \| João Almeida \| Portugal \| Deceuninck-Quick Step \| + 1 min 21 s \| \| 7e \| Aleksandr Vlasov \| Russie \| Astana-Premier Tech \| + 2 min 11 s \| \| 8e \| Gorka Izagirre \| Espagne \| Astana-Premier Tech \| + 2 min 31 s \| \| 9e \| Davide Formolo \| Italie \| UAE Team Emirates \| + 2 min 33 s \| \| 10e \| Tobias Foss \| Norvège \| Jumbo-Visma \| + 2 min 33 s \| |                  |             |                       |                 |
| |                  |             |                       |                 |
| Source : ProCyclingStats |                  |             |                       |                 |
| Classement de l'étape |                  |             |                       |                 |
| Coureur | Coureur          | Pays        | Équipe                | Temps           |
| 1er | Egan Bernal      | Colombie    | Ineos Grenadiers      | 4 h 22 min 41 s |
| 2e | Romain Bardet    | France      | Team DSM              | + 27 s          |
| 3e | Damiano Caruso   | Italie      | Bahrain Victorious    | + 27 s          |
| 4e | Giulio Ciccone   | Italie      | Trek-Segafredo        | + 1 min 18 s    |
| 5e | Hugh Carthy      | Royaume-Uni | EF Education-Nippo    | + 1 min 19 s    |
| 6e | João Almeida     | Portugal    | Deceuninck-Quick Step | + 1 min 21 s    |
| 7e | Aleksandr Vlasov | Russie      | Astana-Premier Tech   | + 2 min 11 s    |
| 8e | Gorka Izagirre   | Espagne     | Astana-Premier Tech   | + 2 min 31 s    |
| 9e | Davide Formolo   | Italie      | UAE Team Emirates     | + 2 min 33 s    |
| 10e | Tobias Foss      | Norvège     | Jumbo-Visma           | + 2 min 33 s    |

### Points attribués pour le classement par points
| Sprint intermédiaire Agordo (km 91,6) | Sprint intermédiaire Agordo (km 91,6) | Sprint intermédiaire Agordo (km 91,6) | Sprint intermédiaire Agordo (km 91,6) | Sprint intermédiaire Agordo (km 91,6) |
| ------------------------------------- | ------------------------------------- | ------------------------------------- | ------------------------------------- | ------------------------------------- |
|                                       | Coureur                               | Pays                                  | Équipe                                | Point(s)                              |
| 1er                                   | Gorka Izagirre                        | Espagne                               | Astana-Premier Tech                   | 12                                    |
| 2e                                    | Vincenzo Nibali                       | Italie                                | Trek-Segafredo                        | 8                                     |
| 3e                                    | Amanuel Gebrezgabihier                | Érythrée                              | Trek-Segafredo                        | 6                                     |
| 4e                                    | Antonio Pedrero                       | Espagne                               | Movistar                              | 5                                     |
| 5e                                    | João Almeida                          | Portugal                              | Deceuninck-Quick Step                 | 4                                     |
| 6e                                    | Davide Formolo                        | Italie                                | UA Team Emirates                      | 3                                     |
| 7e                                    | Harm Vanhoucke                        | Belgique                              | Lotto-Soudal                          | 2                                     |
| 8e                                    | Geoffrey Bouchard                     | France                                | AG2R Citroën                          | 1                                     |
| modifier                              |                                       |                                       |                                       |                                       |

| Arrivée d'étape Cortina d'Ampezzo (km 153) | Arrivée d'étape Cortina d'Ampezzo (km 153) | Arrivée d'étape Cortina d'Ampezzo (km 153) | Arrivée d'étape Cortina d'Ampezzo (km 153) | Arrivée d'étape Cortina d'Ampezzo (km 153) |
| ------------------------------------------ | ------------------------------------------ | ------------------------------------------ | ------------------------------------------ | ------------------------------------------ |
|                                            | Coureur                                    | Pays                                       | Équipe                                     | Point(s)                                   |
| 1er                                        | Egan Bernal                                | Colombie                                   | Ineos Grenadiers                           | 15                                         |
| 2e                                         | Romain Bardet                              | France                                     | Team DSM                                   | 12                                         |
| 3e                                         | Damiano Caruso                             | Italie                                     | Bahrain Victorious                         | 9                                          |
| 4e                                         | Giulio Ciccone                             | Italie                                     | Trek-Segafredo                             | 7                                          |
| 5e                                         | Hugh Carthy                                | Royaume-Uni                                | EF Education-Nippo                         | 6                                          |
| 6e                                         | João Almeida                               | Portugal                                   | Deceuninck-Quick Step                      | 5                                          |
| 7e                                         | Aleksandr Vlasov                           | Russie                                     | Astana-Premier Tech                        | 4                                          |
| 8e                                         | Gorka Izagirre                             | Espagne                                    | Astana-Premier Tech                        | 3                                          |
| 9e                                         | Davide Formolo                             | Italie                                     | UAE Team Emirates                          | 2                                          |
| 10e                                        | Tobias Foss                                | Norvège                                    | Jumbo-Visma                                | 1                                          |
| modifier                                   |                                            |                                            |                                            |                                            |

### Points attribués pour le classement du meilleur grimpeur
| La Crosetta (km 26,1) 1re catégorie (13,3 km à 7,1%) | La Crosetta (km 26,1) 1re catégorie (13,3 km à 7,1%) | La Crosetta (km 26,1) 1re catégorie (13,3 km à 7,1%) | La Crosetta (km 26,1) 1re catégorie (13,3 km à 7,1%) | La Crosetta (km 26,1) 1re catégorie (13,3 km à 7,1%) |
| ---------------------------------------------------- | ---------------------------------------------------- | ---------------------------------------------------- | ---------------------------------------------------- | ---------------------------------------------------- |
|                                                      | Coureur                                              | Pays                                                 | Équipe                                               | Point(s)                                             |
| 1er                                                  | Geoffrey Bouchard                                    | France                                               | AG2R Citroën                                         | 40                                                   |
| 2e                                                   | Vincenzo Nibali                                      | Italie                                               | Trek-Segafredo                                       | 18                                                   |
| 3e                                                   | Lorenzo Fortunato                                    | Italie                                               | Eolo-Kometa                                          | 12                                                   |
| 4e                                                   | Dan Martin                                           | Irlande                                              | Israel Start-Up Nation                               | 9                                                    |
| 5e                                                   | João Almeida                                         | Portugal                                             | Deceuninck-Quick Step                                | 6                                                    |
| 6e                                                   | Davide Villella                                      | Italie                                               | Movistar                                             | 4                                                    |
| 7e                                                   | Louis Vervaeke                                       | Belgique                                             | Alpecin-Fenix                                        | 2                                                    |
| 8e                                                   | Einer Rubio                                          | Colombie                                             | Movistar                                             | 1                                                    |
| modifier                                             |                                                      |                                                      |                                                      |                                                      |

| Passo Giau (km 135,4) Cima Coppi (9,8 km à 9,3%) | Passo Giau (km 135,4) Cima Coppi (9,8 km à 9,3%) | Passo Giau (km 135,4) Cima Coppi (9,8 km à 9,3%) | Passo Giau (km 135,4) Cima Coppi (9,8 km à 9,3%) | Passo Giau (km 135,4) Cima Coppi (9,8 km à 9,3%) |
| ------------------------------------------------ | ------------------------------------------------ | ------------------------------------------------ | ------------------------------------------------ | ------------------------------------------------ |
|                                                  | Coureur                                          | Pays                                             | Équipe                                           | Point(s)                                         |
| 1er                                              | Egan Bernal                                      | Colombie                                         | Ineos Grenadiers                                 | 50                                               |
| 2e                                               | Damiano Caruso                                   | Italie                                           | Bahrain Victorious                               | 30                                               |
| 3e                                               | Romain Bardet                                    | France                                           | Team DSM                                         | 20                                               |
| 4e                                               | Giulio Ciccone                                   | Italie                                           | Trek-Segafredo                                   | 14                                               |
| 5e                                               | Hugh Carthy                                      | Royaume-Uni                                      | EF Education-Nippo                               | 10                                               |
| 6e                                               | João Almeida                                     | Portugal                                         | Deceuninck-Quick Step                            | 6                                                |
| 7e                                               | Aleksandr Vlasov                                 | Russie                                           | Astana-Premier Tech                              | 4                                                |
| 8e                                               | Daniel Martínez                                  | Colombie                                         | Ineos Grenadiers                                 | 2                                                |
| 9e                                               | Simon Yates                                      | Royaume-Uni                                      | BikeExchange                                     | 1                                                |
| modifier                                         |                                                  |                                                  |                                                  |                                                  |

### Points attribués pour le classement des sprints intermédiaires
| Sprint intermédiaire Agordo (km 91,6) | Sprint intermédiaire Agordo (km 91,6) | Sprint intermédiaire Agordo (km 91,6) | Sprint intermédiaire Agordo (km 91,6) | Sprint intermédiaire Agordo (km 91,6) |
| ------------------------------------- | ------------------------------------- | ------------------------------------- | ------------------------------------- | ------------------------------------- |
|                                       | Coureur                               | Pays                                  | Équipe                                | Point(s)                              |
| 1er                                   | Gorka Izagirre                        | Espagne                               | Astana-Premier Tech                   | 10                                    |
| 2e                                    | Vincenzo Nibali                       | Italie                                | Trek-Segafredo                        | 6                                     |
| 3e                                    | Amanuel Gebrezgabihier                | Érythrée                              | Trek-Segafredo                        | 3                                     |
| 4e                                    | Antonio Pedrero                       | Espagne                               | Movistar                              | 2                                     |
| 5e                                    | João Almeida                          | Portugal                              | Deceuninck-Quick Step                 | 1                                     |
| modifier                              |                                       |                                       |                                       |                                       |

| Sprint intermédiaire Caprile (km 114,6) | Sprint intermédiaire Caprile (km 114,6) | Sprint intermédiaire Caprile (km 114,6) | Sprint intermédiaire Caprile (km 114,6) | Sprint intermédiaire Caprile (km 114,6) |
| --------------------------------------- | --------------------------------------- | --------------------------------------- | --------------------------------------- | --------------------------------------- |
|                                         | Coureur                                 | Pays                                    | Équipe                                  | Point(s)                                |
| 1er                                     | Amanuel Gebrezgabihier                  | Érythrée                                | Trek-Segafredo                          | 10                                      |
| 2e                                      | João Almeida                            | Portugal                                | Deceuninck-Quick Step                   | 6                                       |
| 3e                                      | Vincenzo Nibali                         | Italie                                  | Trek-Segafredo                          | 3                                       |
| 4e                                      | Davide Formolo                          | Italie                                  | UAE Team Emirates                       | 2                                       |
| 5e                                      | Gorka Izagirre                          | Espagne                                 | Astana-Premier Tech                     | 1                                       |
| modifier                                |                                         |                                         |                                         |                                         |

### Bonifications
|   | Coureur                | Pays     | Équipe                | Secondes |
| - | ---------------------- | -------- | --------------------- | -------- |
| 1 | Amanuel Gebrezgabihier | Érythrée | Trek-Segafredo        | 3 s      |
| 2 | João Almeida           | Portugal | Deceuninck-Quick Step | 2 s      |
| 3 | Vincenzo Nibali        | Italie   | Trek-Segafredo        | 1 s      |

|   | Coureur        | Pays     | Équipe             | Secondes |
| - | -------------- | -------- | ------------------ | -------- |
| 1 | Egan Bernal    | Colombie | Ineos Grenadiers   | 10 s     |
| 2 | Romain Bardet  | France   | Team DSM           | 6 s      |
| 3 | Damiano Caruso | Italie   | Bahrain Victorious | 4 s      |

## Classements à l'issue de l'étape

### Classement général
| \| Classement général \| Classement général \| Classement général \| Classement général \| Classement général \| \| Coureur \| Coureur \| Pays \| Équipe \| Temps \| \| ------------------ \| ------------------ \| ------------------ \| --------------------- \| ------------------ \| \| 1er \| Egan Bernal \| Colombie \| Ineos Grenadiers \| 66 h 36 min 04 s \| \| 2e \| Damiano Caruso \| Italie \| Bahrain Victorious \| + 2 min 24 s \| \| 3e \| Hugh Carthy \| Royaume-Uni \| EF Education-Nippo \| + 3 min 40 s \| \| 4e \| Aleksandr Vlasov \| Russie \| Astana-Premier Tech \| + 4 min 18 s \| \| 5e \| Simon Yates \| Royaume-Uni \| BikeExchange \| + 4 min 20 s \| \| 6e \| Giulio Ciccone \| Italie \| Trek-Segafredo \| + 4 min 31 s \| \| 7e \| Romain Bardet \| France \| Team DSM \| + 5 min 02 s \| \| 8e \| Daniel Martínez \| Colombie \| Ineos Grenadiers \| + 7 min 17 s \| \| 9e \| Tobias Foss \| Norvège \| Jumbo-Visma \| + 8 min 20 s \| \| 10e \| João Almeida \| Portugal \| Deceuninck-Quick Step \| + 10 min 01 s \| |                  |             |                       |                  |
| |                  |             |                       |                  |
| Source : ProCyclingStats |                  |             |                       |                  |
| Classement général |                  |             |                       |                  |
| Coureur | Coureur          | Pays        | Équipe                | Temps            |
| 1er | Egan Bernal      | Colombie    | Ineos Grenadiers      | 66 h 36 min 04 s |
| 2e | Damiano Caruso   | Italie      | Bahrain Victorious    | + 2 min 24 s     |
| 3e | Hugh Carthy      | Royaume-Uni | EF Education-Nippo    | + 3 min 40 s     |
| 4e | Aleksandr Vlasov | Russie      | Astana-Premier Tech   | + 4 min 18 s     |
| 5e | Simon Yates      | Royaume-Uni | BikeExchange          | + 4 min 20 s     |
| 6e | Giulio Ciccone   | Italie      | Trek-Segafredo        | + 4 min 31 s     |
| 7e | Romain Bardet    | France      | Team DSM              | + 5 min 02 s     |
| 8e | Daniel Martínez  | Colombie    | Ineos Grenadiers      | + 7 min 17 s     |
| 9e | Tobias Foss      | Norvège     | Jumbo-Visma           | + 8 min 20 s     |
| 10e | João Almeida     | Portugal    | Deceuninck-Quick Step | + 10 min 01 s    |

| Classement par points | Classement par points | Classement par points | Classement par points  | Classement par points |
| Coureur               | Coureur               | Pays                  | Équipe                 | Points                |
| --------------------- | --------------------- | --------------------- | ---------------------- | --------------------- |
| 1er                   | Peter Sagan           | Slovaquie             | Bora-Hansgrohe         | 135 pts               |
| 2e                    | Davide Cimolai        | Italie                | Israel Start-Up Nation | 113 pts               |
| 3e                    | Fernando Gaviria      | Colombie              | UAE Team Emirates      | 110 pts               |
| 4e                    | Elia Viviani          | Italie                | Cofidis                | 86 pts                |
| 5e                    | Egan Bernal           | Colombie              | Ineos Grenadiers       | 55 pts                |
| 6e                    | Dries De Bondt        | Belgique              | Alpecin-Fenix          | 51 pts                |
| 7e                    | Edoardo Affini        | Italie                | Jumbo-Visma            | 50 pts                |
| 8e                    | Umberto Marengo       | Italie                | Bardiani CSF Faizanè   | 45 pts                |
| 9e                    | Matteo Moschetti      | Italie                | Trek-Segafredo         | 44 pts                |
| 10e                   | Francesco Gavazzi     | Italie                | Eolo-Kometa            | 42 pts                |

| Classement par points | Classement par points | Classement par points | Classement par points  | Classement par points |
| Coureur               | Coureur               | Pays                  | Équipe                 | Points                |
| --------------------- | --------------------- | --------------------- | ---------------------- | --------------------- |
| 1er                   | Peter Sagan           | Slovaquie             | Bora-Hansgrohe         | 135 pts               |
| 2e                    | Davide Cimolai        | Italie                | Israel Start-Up Nation | 113 pts               |
| 3e                    | Fernando Gaviria      | Colombie              | UAE Team Emirates      | 110 pts               |
| 4e                    | Elia Viviani          | Italie                | Cofidis                | 86 pts                |
| 5e                    | Egan Bernal           | Colombie              | Ineos Grenadiers       | 55 pts                |
| 6e                    | Dries De Bondt        | Belgique              | Alpecin-Fenix          | 51 pts                |
| 7e                    | Edoardo Affini        | Italie                | Jumbo-Visma            | 50 pts                |
| 8e                    | Umberto Marengo       | Italie                | Bardiani CSF Faizanè   | 45 pts                |
| 9e                    | Matteo Moschetti      | Italie                | Trek-Segafredo         | 44 pts                |
| 10e                   | Francesco Gavazzi     | Italie                | Eolo-Kometa            | 42 pts                |

| Classement de la montagne | Classement de la montagne | Classement de la montagne | Classement de la montagne | Classement de la montagne |
| Coureur                   | Coureur                   | Pays                      | Équipe                    | Points                    |
| ------------------------- | ------------------------- | ------------------------- | ------------------------- | ------------------------- |
| 1er                       | Geoffrey Bouchard         | France                    | AG2R Citroën Team         | 136 pts                   |
| 2e                        | Egan Bernal               | Colombie                  | Ineos Grenadiers          | 107 pts                   |
| 3e                        | Bauke Mollema             | Pays-Bas                  | Trek-Segafredo            | 53 pts                    |
| 4e                        | Lorenzo Fortunato         | Italie                    | Eolo-Kometa               | 52 pts                    |
| 5e                        | Damiano Caruso            | Italie                    | Bahrain Victorious        | 35 pts                    |
| 6e                        | Giulio Ciccone            | Italie                    | Trek-Segafredo            | 34 pts                    |
| 7e                        | Dries De Bondt            | Belgique                  | Alpecin-Fenix             | 30 pts                    |
| 8e                        | Jan Tratnik               | Slovénie                  | Bahrain Victorious        | 26 pts                    |
| 9e                        | Romain Bardet             | France                    | Team DSM                  | 22 pts                    |
| 10e                       | Dan Martin                | Irlande                   | Israel Start-Up Nation    | 21 pts                    |

| Classement de la montagne | Classement de la montagne | Classement de la montagne | Classement de la montagne | Classement de la montagne |
| Coureur                   | Coureur                   | Pays                      | Équipe                    | Points                    |
| ------------------------- | ------------------------- | ------------------------- | ------------------------- | ------------------------- |
| 1er                       | Geoffrey Bouchard         | France                    | AG2R Citroën Team         | 136 pts                   |
| 2e                        | Egan Bernal               | Colombie                  | Ineos Grenadiers          | 107 pts                   |
| 3e                        | Bauke Mollema             | Pays-Bas                  | Trek-Segafredo            | 53 pts                    |
| 4e                        | Lorenzo Fortunato         | Italie                    | Eolo-Kometa               | 52 pts                    |
| 5e                        | Damiano Caruso            | Italie                    | Bahrain Victorious        | 35 pts                    |
| 6e                        | Giulio Ciccone            | Italie                    | Trek-Segafredo            | 34 pts                    |
| 7e                        | Dries De Bondt            | Belgique                  | Alpecin-Fenix             | 30 pts                    |
| 8e                        | Jan Tratnik               | Slovénie                  | Bahrain Victorious        | 26 pts                    |
| 9e                        | Romain Bardet             | France                    | Team DSM                  | 22 pts                    |
| 10e                       | Dan Martin                | Irlande                   | Israel Start-Up Nation    | 21 pts                    |

| Classement du meilleur jeune | Classement du meilleur jeune | Classement du meilleur jeune | Classement du meilleur jeune | Classement du meilleur jeune |
| Coureur                      | Coureur                      | Pays                         | Équipe                       | Temps                        |
| ---------------------------- | ---------------------------- | ---------------------------- | ---------------------------- | ---------------------------- |
| 1er                          | Egan Bernal                  | Colombie                     | Ineos Grenadiers             | 66 h 36 min 04 s             |
| 2e                           | Aleksandr Vlasov             | Russie                       | Astana-Premier Tech          | + 4 min 18 s                 |
| 3e                           | Daniel Martínez              | Colombie                     | Ineos Grenadiers             | + 7 min 17 s                 |
| 4e                           | Tobias Foss                  | Norvège                      | Jumbo-Visma                  | + 8 min 20 s                 |
| 5e                           | João Almeida                 | Portugal                     | Deceuninck-Quick Step        | + 10 min 01 s                |
| 6e                           | Attila Valter                | Hongrie                      | Groupama-FDJ                 | + 16 min 23 s                |
| 7e                           | Remco Evenepoel              | Belgique                     | Deceuninck-Quick Step        | + 28 min 07 s                |
| 8e                           | Lorenzo Fortunato            | Italie                       | Eolo-Kometa                  | + 37 min 07 s                |
| 9e                           | Alessandro Covi              | Italie                       | UAE Team Emirates            | + 1 h 12 min 05 s            |
| 10e                          | Einer Rubio                  | Colombie                     | Movistar Team                | + 1 h 16 min 31 s            |

| Classement du meilleur jeune | Classement du meilleur jeune | Classement du meilleur jeune | Classement du meilleur jeune | Classement du meilleur jeune |
| Coureur                      | Coureur                      | Pays                         | Équipe                       | Temps                        |
| ---------------------------- | ---------------------------- | ---------------------------- | ---------------------------- | ---------------------------- |
| 1er                          | Egan Bernal                  | Colombie                     | Ineos Grenadiers             | 66 h 36 min 04 s             |
| 2e                           | Aleksandr Vlasov             | Russie                       | Astana-Premier Tech          | + 4 min 18 s                 |
| 3e                           | Daniel Martínez              | Colombie                     | Ineos Grenadiers             | + 7 min 17 s                 |
| 4e                           | Tobias Foss                  | Norvège                      | Jumbo-Visma                  | + 8 min 20 s                 |
| 5e                           | João Almeida                 | Portugal                     | Deceuninck-Quick Step        | + 10 min 01 s                |
| 6e                           | Attila Valter                | Hongrie                      | Groupama-FDJ                 | + 16 min 23 s                |
| 7e                           | Remco Evenepoel              | Belgique                     | Deceuninck-Quick Step        | + 28 min 07 s                |
| 8e                           | Lorenzo Fortunato            | Italie                       | Eolo-Kometa                  | + 37 min 07 s                |
| 9e                           | Alessandro Covi              | Italie                       | UAE Team Emirates            | + 1 h 12 min 05 s            |
| 10e                          | Einer Rubio                  | Colombie                     | Movistar Team                | + 1 h 16 min 31 s            |

| Classement par équipes | Classement par équipes | Classement par équipes | Classement par équipes |
| Équipe                 | Équipe                 | Pays                   | Temps                  |
| ---------------------- | ---------------------- | ---------------------- | ---------------------- |
| 1re                    | Trek-Segafredo         | États-Unis             | 8 min 30 s             |
| 2e                     | Ineos Grenadiers       | Royaume-Uni            | + 6 min 46 s           |
| 3e                     | Team BikeExchange      | Australie              | + 26 min 12 s          |
| 4e                     | Jumbo-Visma            | Pays-Bas               | + 29 min 06 s          |
| 5e                     | Movistar Team          | Espagne                | + 42 min 48 s          |
| 6e                     | EF Education-Nippo     | États-Unis             | + 46 min 27 s          |
| 7e                     | Team DSM               | Allemagne              | + 52 min 08 s          |
| 8e                     | Astana-Premier Tech    | Kazakhstan             | + 53 min 20 s          |
| 9e                     | Bahrain Victorious     | Bahreïn                | + 1 h 03 min 44 s      |
| 10e                    | Deceuninck-Quick Step  | Belgique               | + 1 h 09 min 43 s      |

| Classement par équipes | Classement par équipes | Classement par équipes | Classement par équipes |
| Équipe                 | Équipe                 | Pays                   | Temps                  |
| ---------------------- | ---------------------- | ---------------------- | ---------------------- |
| 1re                    | Trek-Segafredo         | États-Unis             | 8 min 30 s             |
| 2e                     | Ineos Grenadiers       | Royaume-Uni            | + 6 min 46 s           |
| 3e                     | Team BikeExchange      | Australie              | + 26 min 12 s          |
| 4e                     | Jumbo-Visma            | Pays-Bas               | + 29 min 06 s          |
| 5e                     | Movistar Team          | Espagne                | + 42 min 48 s          |
| 6e                     | EF Education-Nippo     | États-Unis             | + 46 min 27 s          |
| 7e                     | Team DSM               | Allemagne              | + 52 min 08 s          |
| 8e                     | Astana-Premier Tech    | Kazakhstan             | + 53 min 20 s          |
| 9e                     | Bahrain Victorious     | Bahreïn                | + 1 h 03 min 44 s      |
| 10e                    | Deceuninck-Quick Step  | Belgique               | + 1 h 09 min 43 s      |

## Abandons
- Thomas De Gendt (Lotto-Soudal) : non-partant
- Sébastien Reichenbach (Groupama-FDJ) : abandon